# Plinia salamancana
Plinia salamancana är en myrtenväxtart som först beskrevs av Paul Carpenter Standley, och fick sitt nu gällande namn av Barrie. Plinia salamancana ingår i släktet Plinia och familjen myrtenväxter. Inga underarter finns listade i Catalogue of Life.